# Estación Coronel Lynch
Coronel Francisco Lynch es una estación ferroviaria ubicada entre los partidos de Tres de Febrero y San Martín y en las localidades de Sáenz Peña y Villa Lynch, Provincia de Buenos Aires, Argentina

## Ubicación
La estación se encuentra en el límite entre la localidad de Sáenz Peña perteneciente al partido de Tres de Febrero, y la localidad de Villa Lynch del partido de San Martín, provincia de Buenos Aires. Su ubica a 200 m de la Avenida General Paz.

## Servicios
La estación corresponde al Ferrocarril General Urquiza de la red ferroviaria argentina, en el ramal que conecta las terminales Federico Lacroze y General Lemos. 
Cuenta con los dos andenes con parada de tren rápido.
Hasta el año 1951 esta formaba parte del ramal Federico Lacroze-San Martín más conocido como el Ramal a San Martín un servicio de pasajeros con tranvías y cargas a locomotoras que partían desde Chacarita. Aún se pueden ver parte de los rieles usados en el ramal, donde actualmente se encuentra la Plaza del Gaucho (al lado de la Plaza Kennedy) sobre la calle Pedriel (42) entre San Martín (91) y Intendente M. Campos (89).

## Infraestructura
Junto a la estación se encuentra el predio del Ferroclub Lynch, donde se realizan actividades como restauración de material ferroviario y tours para turistas extranjeros en una formación propia con locomotora a vapor. El acceso se realiza por la calle Dr. Alfredo E. Springolo; actualmente (al mes de octubre de 2012) para acceder con vehículo automotor, debe ingresarse por la calle Juan Dixon, ya que Springolo es contramano.
El edificio original de la estación se mantiene, ubicado junto a las plataformas actuales.
El 14 de diciembre de 2010, cerca de la estación, se produjo un incendio afectando algunos galpones de la estación.

## Imágenes

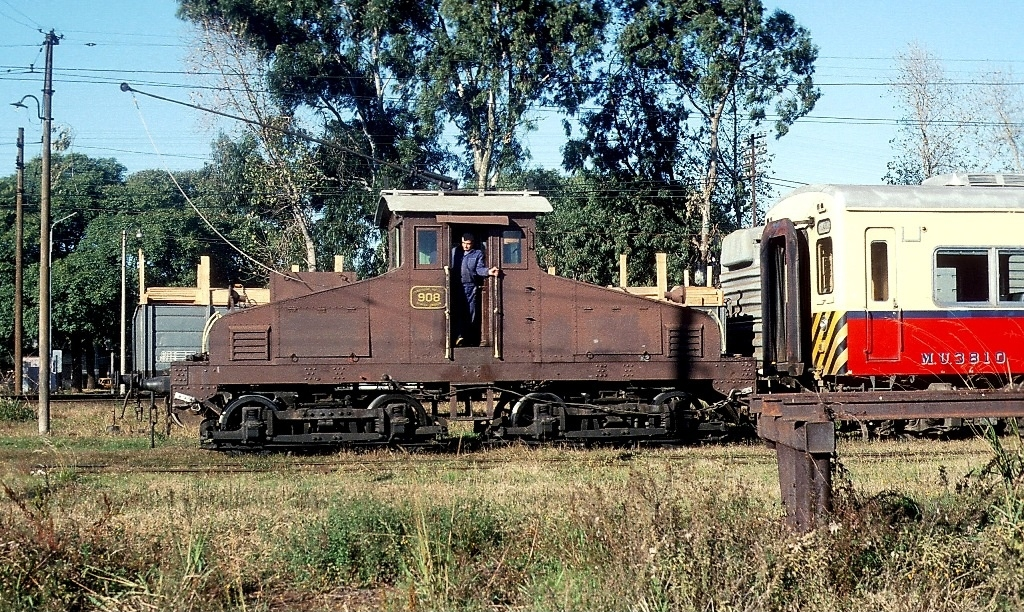
Maniobras en 1979
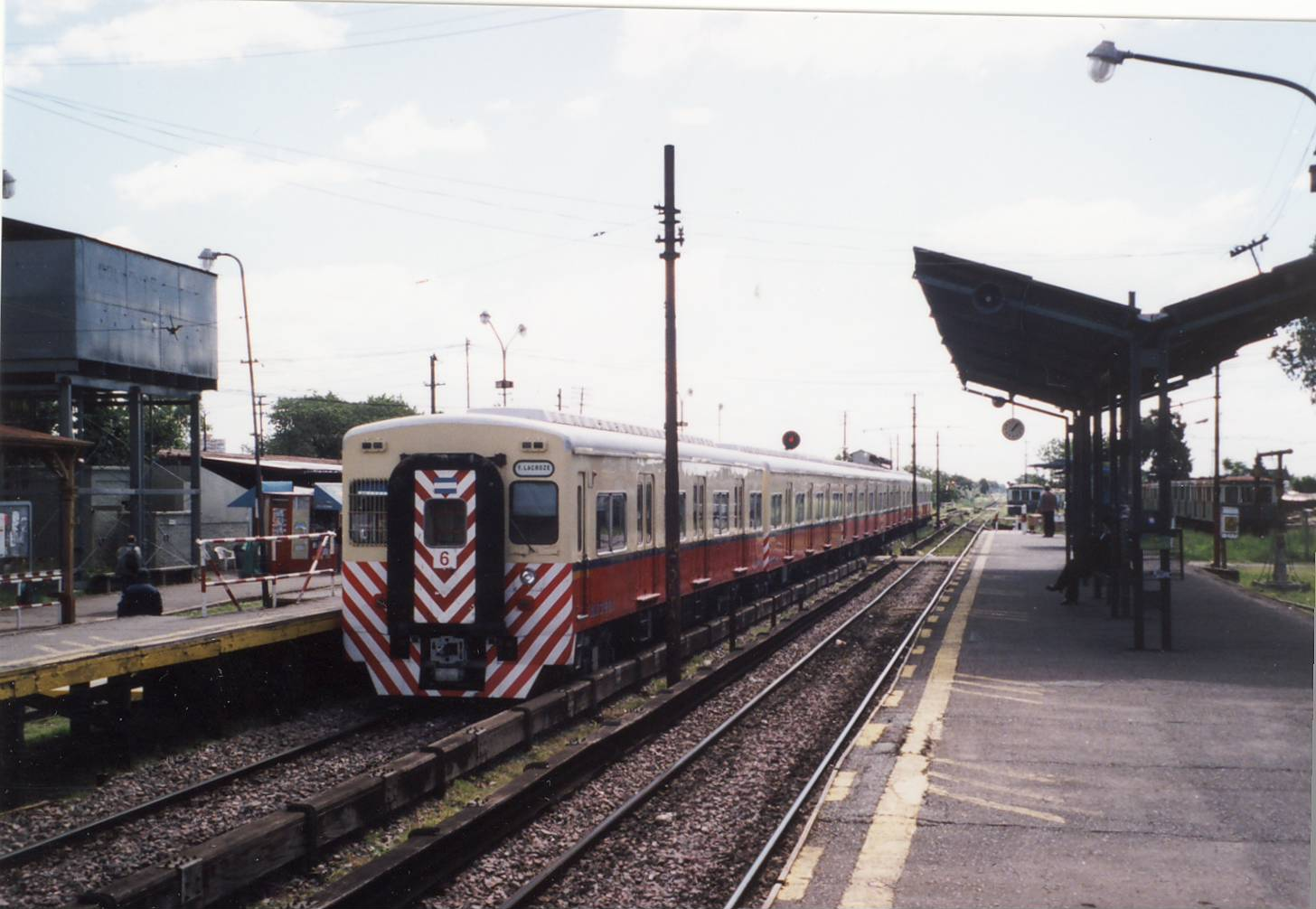
Formación en el 2002